# Zenit (Fotoapparat)

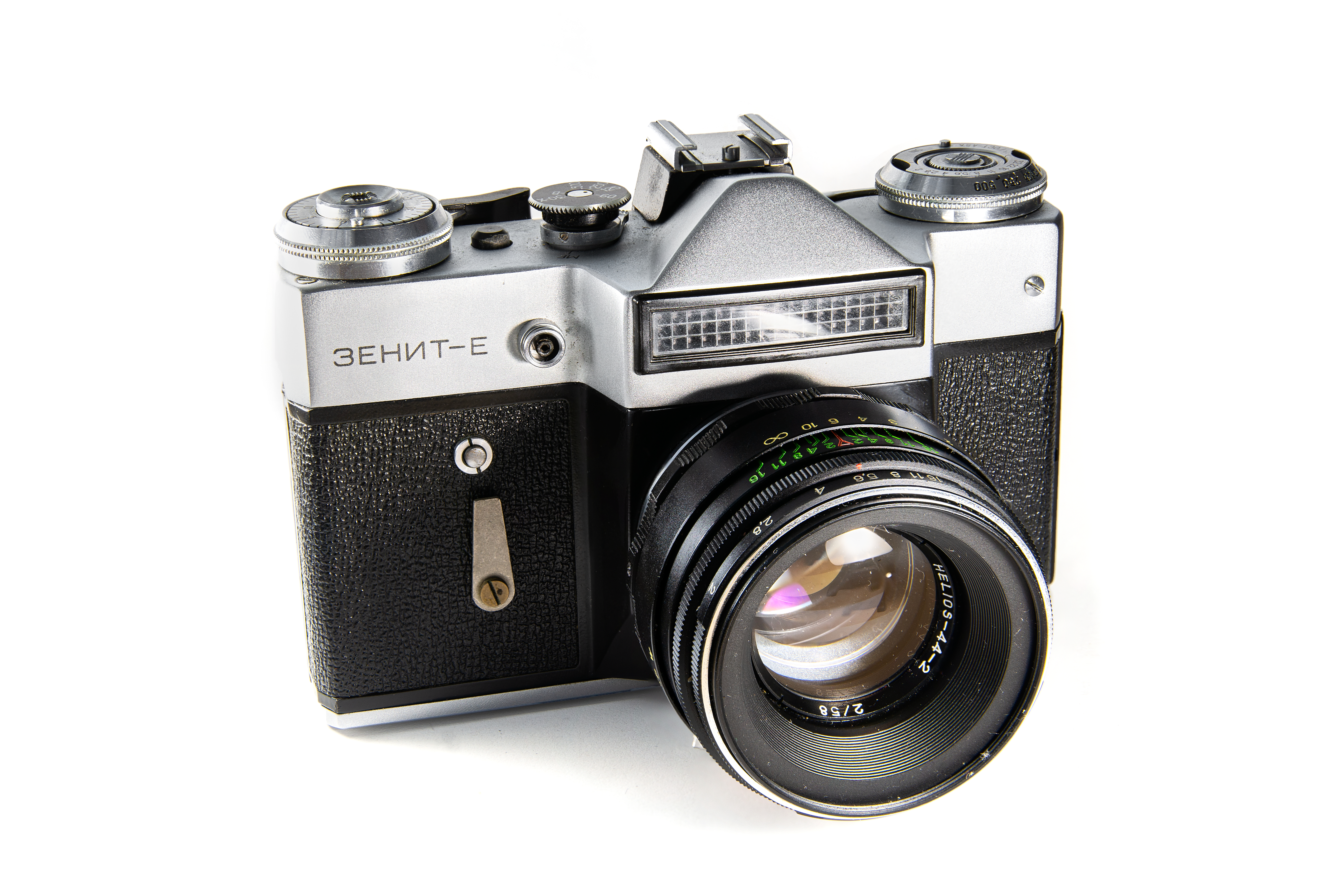
Zenit-E mit Helios 44-2, je aus 1983

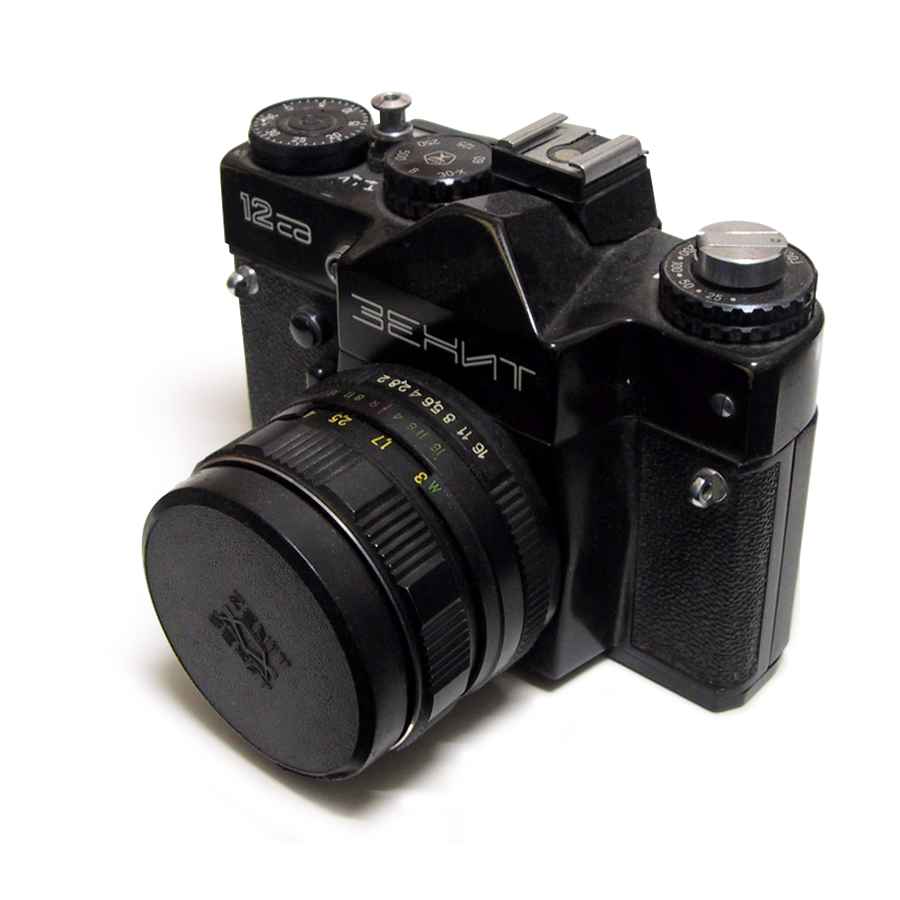
Zenit 12, 1983–1994, etwa 95.000 Stück; Exportmodell 12xp über 1,5 Millionen Stück

Zenit (russisch Зенит) ist eine Markenbezeichnung für Fotoapparate aus der Sowjetunion; sie wurden gefertigt in der Mechanischen Fabrik Krasnogorsk (Krasnogorski Mechanitscheski Sawod, KMZ) sowie in der Optisch-mechanischen Fabrik Belarus (Belorusskoe Optiko-Mechanitscheskoe Objedinenie, BelOMO), die aus einem Zusammenschluss der Minski Mechanitscheski Sawod (MMZ) und der Vilieka Belarus entstand.
Zenit stellt seit 1951 oder 1952 Spiegelreflexkameras mit Wechselobjektiven, die von der Leica II abgeleitet wurden. Dazu wurde ein Spiegelkasten „angebaut“. Dementsprechend verfügten die ersten Zenit-Kameras auch über einen Objektivanschluss M39x1 wie die Leica. Die Objektive können aber wegen des unterschiedlichen Auflagemaßes nicht an der Leica verwendet werden.
Die Kameras der Zenit-E-Modellreihe gehören mittlerweile zu den am häufigsten verkauften Fotoapparaten der Welt.
BelOMO produziert heute in einem Gemeinschaftsunternehmen mit Carl Zeiss optische und mechanische Einzelteile, Baugruppen und Geräte.

## Prototypen
- Zenit-L (Prototyp einer Spiegelreflexkamera, vermutlich 1955–1956)[1]
- Zenit Kristall 2, 1961 und 1964: schon der erste Prototyp hatte einen Rückschwingspiegel, der erst 1967 bei der Zenit-E in Serie ging.[2]
- Zenit-D-Automat, 1967–1970, Prototypen mit teillackiertem Gehäuse, technische Fortschritte, zum Beispiel die 1/1000 Sek als kürzeste Verschlusszeit, gingen in die Zenit-18/19 ein[3]
- Zenit-T1, 1978,[4] Vorserie der Zenit-19[2]
- Zenit-22 (Prototyp, 1984–1985)[5]

## Modellreihen

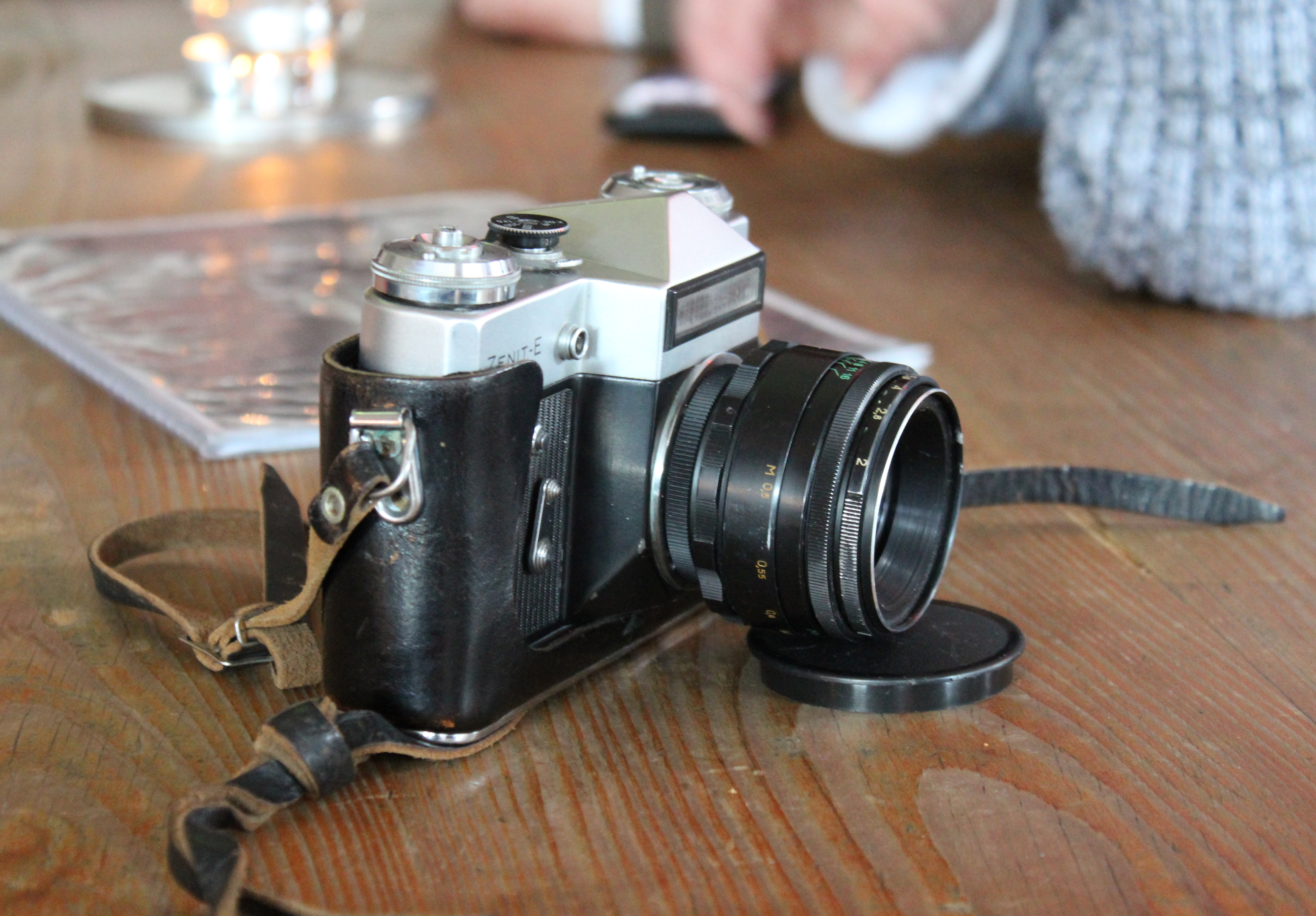
Eine klassische Zenit E, von der über 8,5 Millionen hergestellt wurden, mit Helios-44-2 -Objektiv, Baujahr 1971

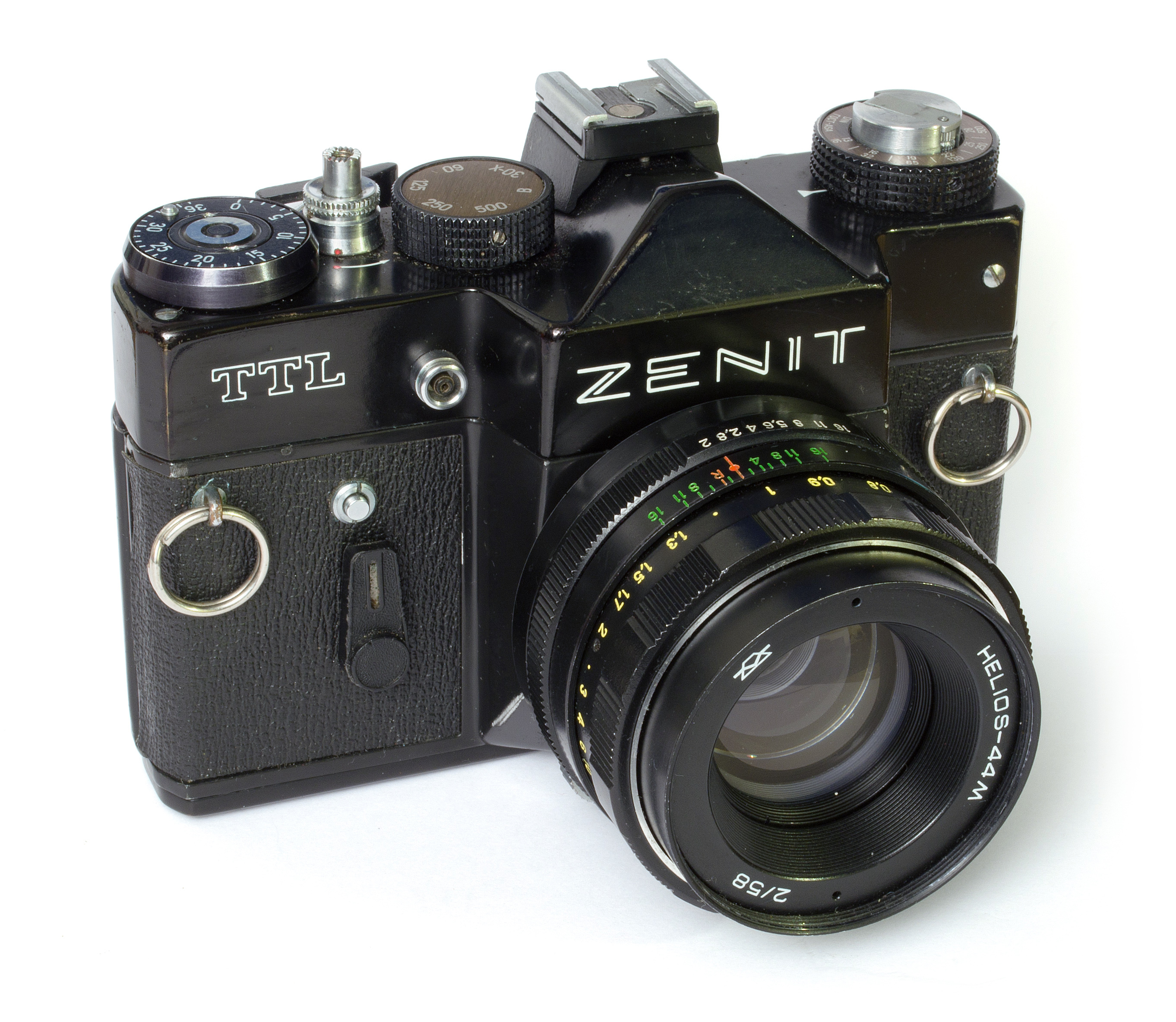
Zenit-TTL für den westlichen Markt, lateinische Beschriftung, 1977–1984

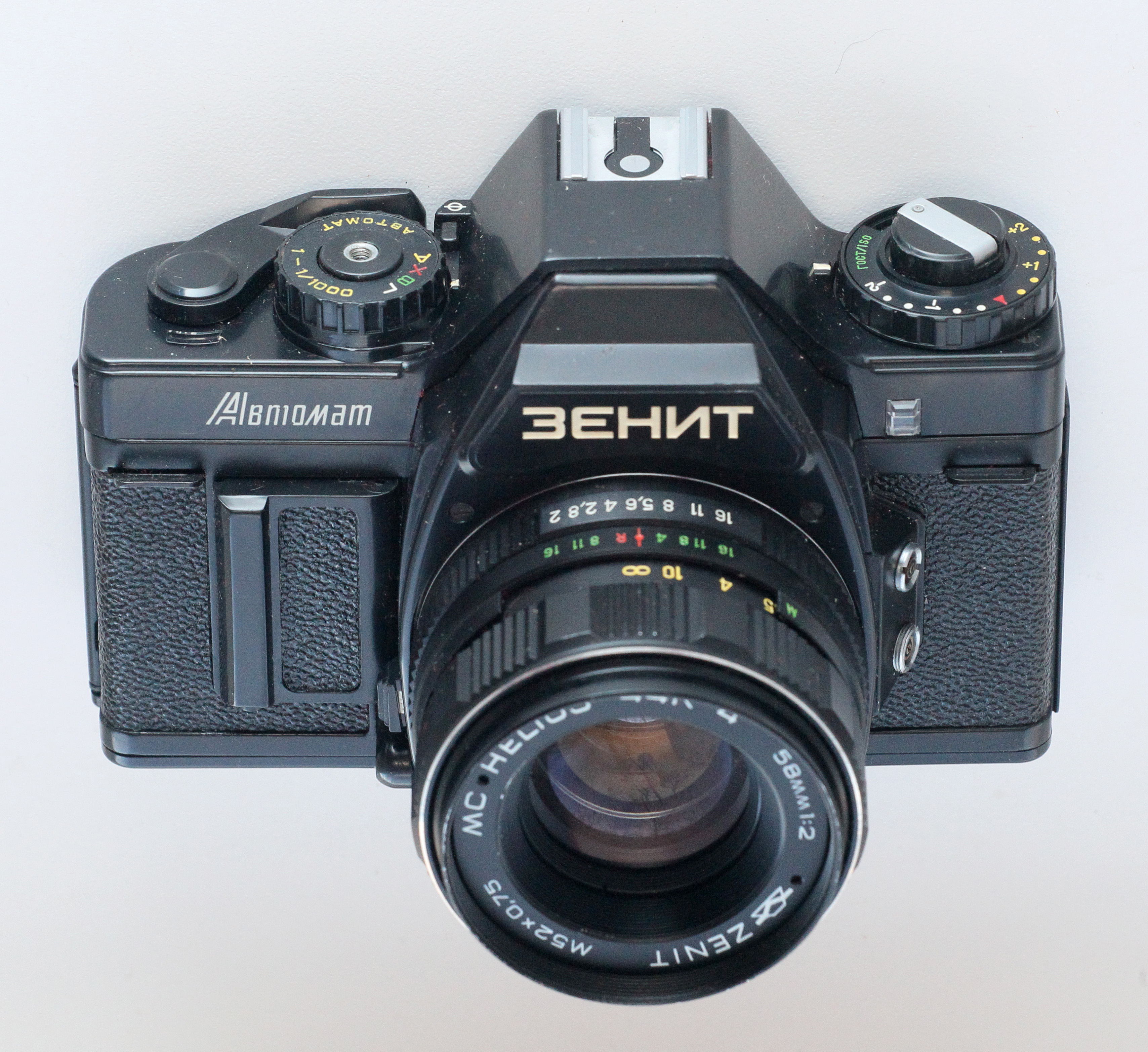
Zenit Automat, 1984–1994

- Zenit, 1952–1956, Spiegelreflexkamera, abgeleitet von der Schraub-Leica II D[6]
- Zenit-C, 1955–1961: entspricht erstem Modell, aber zusätzlich Blitzsynchronisation[7]
- Zenit-3, 1960–1962, Schnellspannhebel, Stückzahl etwa 82.000[2][7]
- Zenit Kristall, 1961–1962[7]
- Zenit-3M, 1962–1970,[7] aufklappbare Rückwand[2]
- Zenit-4, Zenit-5, Zenit-6 (1964–1968, Spiegelreflexkamera),[8]
- Zenit-E (Produktion zwischen 1965 und 1986; ausgestattet zunächst mit zm39-Schraubgewinde, später mit M42-Gewinde; die KMZ fertigte rund 3,5 Millionen Zenit-E-Kameras, die MMZ stellte zwischen 1973 und 1986 zumindest weitere rund 5 Millionen her)[9][10], erstmals 1967 mit Rückschwingspiegel[2]
  - Untertypen E-Serie: ES, EM, ET, MTL, SLX
  - Das seltenere Modell Zenit B, 1968–1977, über 888.000 Exemplare, entspricht dem Modell E, nur fehlt der Selen-Belichtungsmesser; weitere ähnliche waren die Zenit-B-Global, Zenit-BM, 1972–1973 und die Zenit-BE2[11]
- Zenit-7, 1967–1970, nur etwa 3.000 Stück[12]
- Zenit-16, 1973–1977, 1/1000 Sekunde[13]
- Zenit-TTL, 1976–1985, über 1,6 Millionen Exemplare[14] Zenit-TTL MMZ
- Zenit-TL-E, 1977,[15] Vor- oder Kleinserie etwa 200 Stück[2]
- Zenit Surprise, 1979–1990, modifizierte Zenit 19[16]
- Zenit-18, Zenit-19 (1980 bzw. 1979–1987) M42-Anschluss; Zenit 19 fast 122.000 Stück[17]
- Zenit-10, (1981–1982), Zenit-11 (1981–1990, M42-Anschluss; Stückzahl über 1,5 Millionen)[18]
- Zenit-12, 1983–1994, verbesserte Zenit-TTL[19]
- Zenit FS-12 Fotosnaiper (1982–1990, Kamera Zenit 12, Set)[20]
- Zenit-12XP (1983–2000, Exportmodell,[2] über 1,5 Millionen Stück),[21] 12XL, 12XS, 12PRO, 12XSL, 12CD (ab 1983, Bauende unsicher)[22]
- Zenit-15, 1984–1985, lediglich etwa 4.000 Stück,[14] Zenit-15M, Zenit-15M Elite
- Zenit Automat, 1984–1994: Pentax K-Bajonett, sowjetischer Mikroprozessor für Export Motorola-Prozessor; etwa 68.000 Stück[23]
- Zenit-14, 1987–1990, LED-Belichtungsanzeige, Pentax K-Bajonett, lediglich etwa 565 Stück[23]
- Zenit-AM (1988–1995),[2] Zenit-AM-2, Nachfolger des Automat
- Zenit-21XS, etwa 1990, kürzeste Verschlusszeit 1/500 Sekunde[24]
- Zenit-130 (1998)[25]

Modelle ab 1990 (KMZ):

Eine Zenit 122

- - Zenit 122 (1990, Kunststoffgehäuse) 122b (ohne Selbstauslöser), 122k Pentax-K Anschluss; zwei Anniversary-Versionen 1992 und 1995[26]
  - Zenit-212k, 1994[27]
  - Zenit-312m, 1998[27]
  - Zenit-412DX, 412LS (2002),[27]
  - Zenit-KM, KM2[2] (2001–2004), kürzeste Verschlusszeit 1/2000 Sek.[27][28]
  - Zenit-KM plus (2005), ebenso 1/2000 Sek.[27][28]

- Panoramakameras der Marke „Horizon“

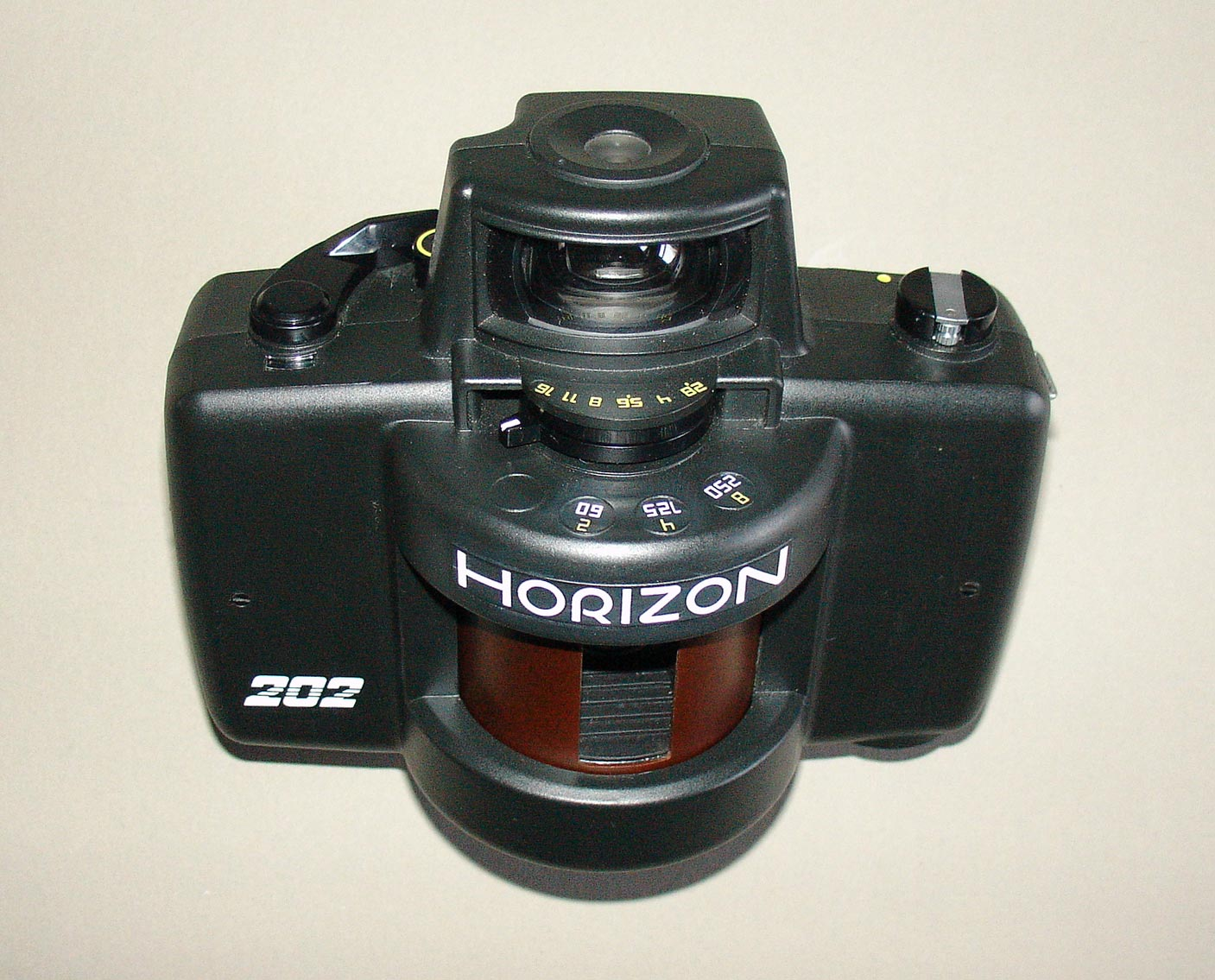
Zenit „Horizon 202“ Panoramakamera für 35-mm-Kleinbildfilm

- verschiedene Kompaktkameras Zenit-510, 520, 610, 620
- Objektive der Marke Zenitar

Einige Modelle aus der Zenit E-Modellreihe wurden in Deutschland von Foto Quelle unter dem Label Revueflex (1968–1971), Revueflex-E (1969–1976), Revueflex-EM (bis 1976) vermarktet. In den USA werden Kameras aus der Zenit EM-Modellreihe von Paul Klingenstein und Henry Froehlich importiert und als Cosmorex SE verkauft.